# Rorschachtest

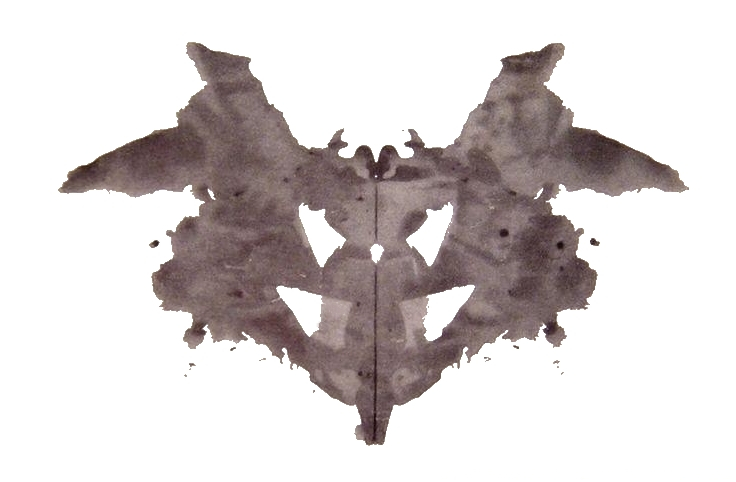
En ursprunglig bläckplump från ett rorschachtest 1921.

Rorschachtest är ett så kallat perceptuellt kognitivt personlighetstest som utvecklades av den schweiziske psykiatern Hermann Rorschach i början av 1900-talet. Testet består av en serie bilder med nonfigurativa, symmetriska bläckplumpar, där testpersonen får i uppgift att berätta om vad bilderna föreställer. Metoden tittar på kognitiva, perceptuella och personlighetsrelaterade variabler och ger oss en bild av testpersonens sätt att hantera information samt interagera med omvärlden.  
Vetenskapligheten kring testet har varit omstridd, delvis eftersom testet funnits länge och har använts olika sedan metoden uppfanns. Under senare tid har omfattande insatser gjorts för åtstramning av metoden samt validera den utifrån globala normer.

## Metod
I originaltestet finns tio standardiserade tavlor med bläckplumpar. Fem är svartvita, två är svartvita och röda och tre är flerfärgade. Psykologen visar bläckplumparna i en speciell ordning och frågar patienten "Vad skulle detta kunna föreställa?". Efter att patienten har sett och svarat på alla bläckplumpar, ger psykologen tavlorna till patienten en gång till för att undersöka vad det är i bilden som gör att patienten svarat på det sätt han/hon gjort. Psykologen skriver upp allt patienten gör eller säger. [källa behövs]
Den idag mest använda tolkningsmetoden är comprehensive system som utvecklades på 70-talet av John Exner. Comprehensive System (CS) bygger på en omfattande databas av rorschachprotokoll, kodade enligt principer som gör det lättare än tidigare att göra statistiska jämförelser. Metoden används idag i olika sammanhang, exempelvis inom rättspsykiatri och allmänpsykiatri, vid behandlingsplanering, som hjälpmedel vid psykoterapi-utvärdering och som urvalsinstrument. 
Under 2000-talet gjordes en metaanalys för att pröva validiteten av variablerna inom Comprehensive System. Den analysen utmynnade i en ny tolkningsmetod, Rorschach Performance System (R-PAS), där man har tagit fasta på de resultat kring vilka man funnit vetenskapligt forskningsstöd.

## Kritik
Testet har mött kritik av många, bland annat av Lennart Sjöberg, professor emeritus i psykologi vid Handelshögskolan i Stockholm. I artikeln "Vad är det för fel på Rorschachtestet?" kritiserar han testet på flera punkter. Kritiken riktar sig bland annat till avsaknaden av normer inom testet – upp till 80 procent av fullt normala personer kan genom testet klassificeras som psykiskt sjuka skriver Sjöberg.
Användandet av så kallade projektiva tester inom rättspsykiatrin medför enligt ett inlägg i läkartidningen, en stor risk för rättssäkerheten eftersom vetenskapligheten till stor del saknas 
Rorschachmetoden är en testmetod som består av många olika variabler och utförs uteslutande av legitimerade psykologer [källa behövs]. Metoden tar lång tid att lära sig och man behöver träna länge för att bli en tillförlitlig testare och kodare. För erfarna psykologer är interbedömarreliabiliteten hög för de mest framträdande variablerna.